# گمینا جاووشتسه
گمینا جاووشتسه (به لهستانی:  Gmina Działoszyce) یک گمینا در لهستان است که در شهرستان پینگچوف واقع شده‌است. گمینا جاووشتسه ۱۰۵٫۴۸ کیلومتر مربع مساحت و ۵٬۶۴۰ نفر جمعیت دارد.